# Kamieńczyk (okres Wyszków)
Kamieńczyk (dříve Kamieniec) je obec v Polsku, v okrese Wyszków a v gmině Wyszków. Nachází se na soutoku řek Liwiec a Západního Bugu (polsky Bug), přibližně 5 km od města Wyszków.
Bývalé město. Městská práva získal v roce 1428, o status města přišel v roce 1869. Kamieniec byl královským městem Koruny Království polského v mazovském vojvodství. V letech 1380–1795 byl sídlem kastelánie a okresu Kamienieckého v zemi nurské. Do roku 1954 byl sídlem gminy Kamieńczyk.